# Whitburn, England
Whitburn är en ort i unparished area Boldon, i distriktet South Tyneside, Storbritannien. Den ligger i grevskapet Tyne and Wear och riksdelen England, i den centrala delen av landet, 400 km norr om huvudstaden London. Whitburn ligger 40 meter över havet och antalet invånare är 5 352. Whitburn var en civil parish fram till 1936 när blev den en del av Boldon och South Shields. Civil parish hade 6 082 invånare år 1931.
Terrängen runt Whitburn är platt. Havet är nära Whitburn åt nordost.  Närmaste större samhälle är Sunderland, 5,5 km söder om Whitburn. 